# Jaali

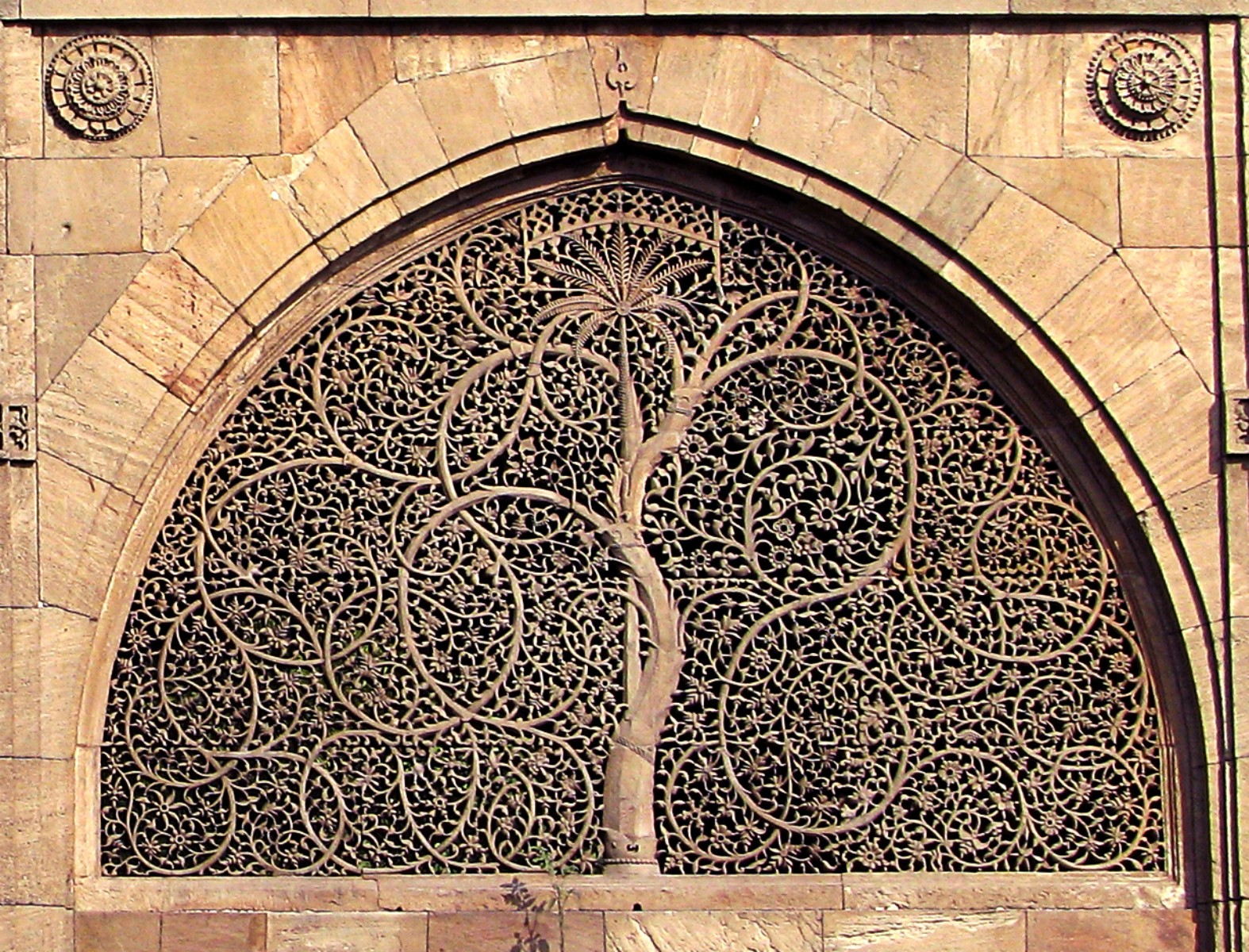
Jali de la mezquita Sidi Saiyyed, un símbolo de la ciudad de Ahmedabad. Sus tallas intrincadas representan árboles con ramas artísticas y hojas.

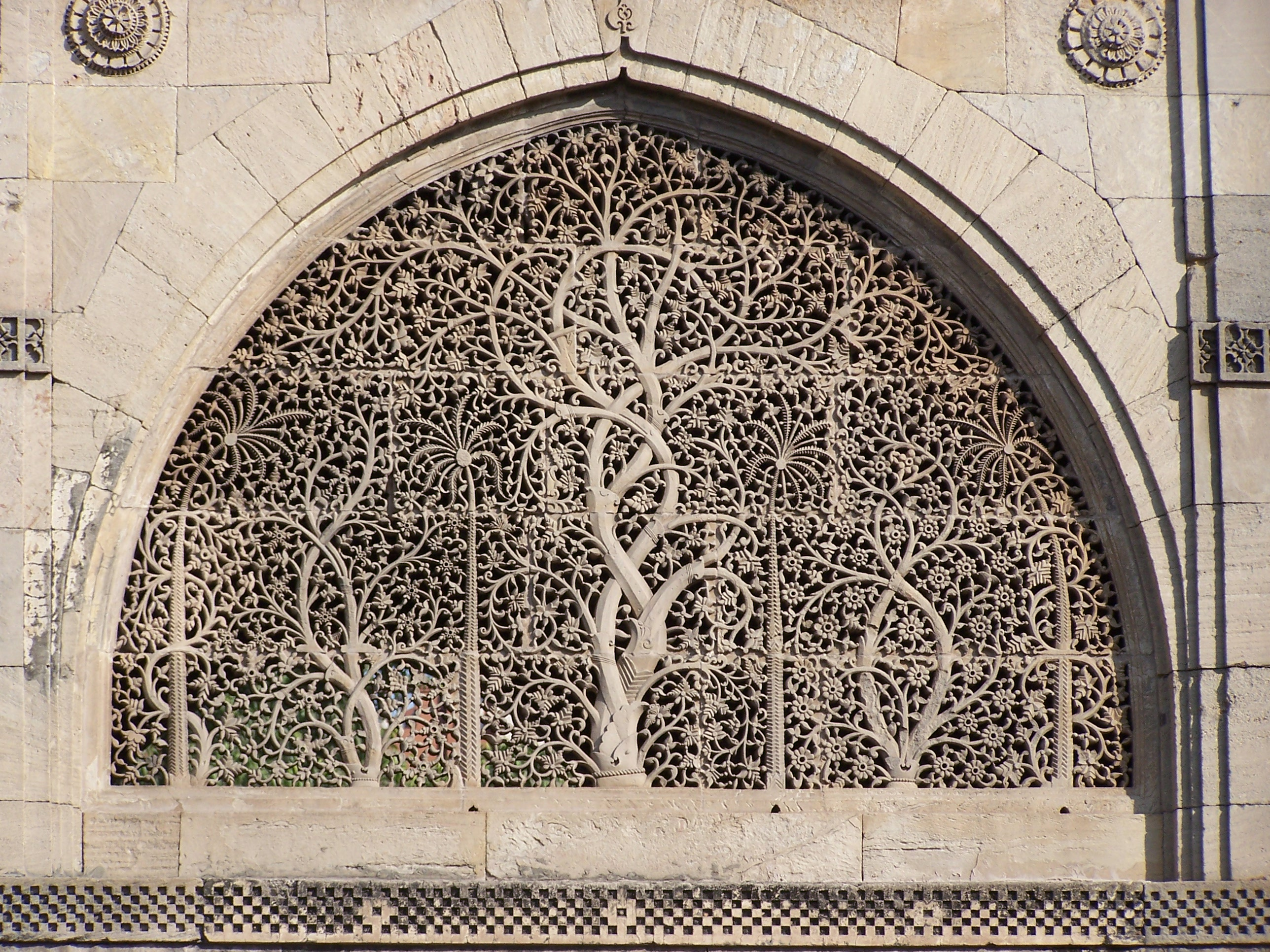
Otro jali de la mezquita Sidi Saiyyed, mostrando el tradicional motivo del árbol indio de la vida

En arquitectura india, un jaali o jali (en bengalí: জালি; en urdu: جالی‎; en hindi: जाली, jālī, que significa 'red', 'trama' o 'rejilla') es un tipo de celosía o calado en piedra perforada, generalmente con un patrón ornamental construido mediante el uso de la caligrafía y la geometría. Esta forma de decoración arquitectónica fue muy común en la arquitectura indoislámica y, más en general, en la arquitectura islámica.
El jaali ayuda a bajar la temperatura al comprimir el aire que pasa a través de los agujeros, acelerando su velocidad, lo que favorece su difusión profunda. Se ha observado que en las áreas húmedas, como en Kerala y Konkán, tienen los agujeros más grandes, con una opacidad general menor en comparación con las regiones de clima seco, como Guyarat y Rayastán.
Con la compacidad de las áreas residenciales en la India moderna, los jaalis son menos frecuentes por cuestiones de privacidad y seguridad.

## Historia
Los primeros trabajos de jaalis se construyeron tallando en piedra, generalmente siguiendo patrones geométricos; más tarde, los mogoles usaron diseños a base de plantas muy cuidadosamente talladas, como en el Taj Mahal. También a menudo agregaban incrustaciones de pietra dura a los alrededores, utilizando mármol y piedras semipreciosas.

## Ilustraciones

Ejemplos de jali
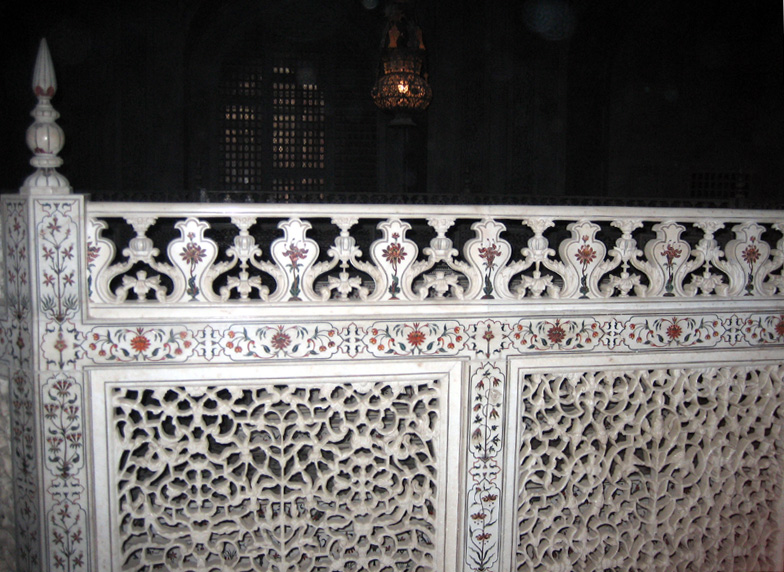
Detalles de las pantallas de mármol jali alrededor de los cenotafios reales en el Taj Mahal
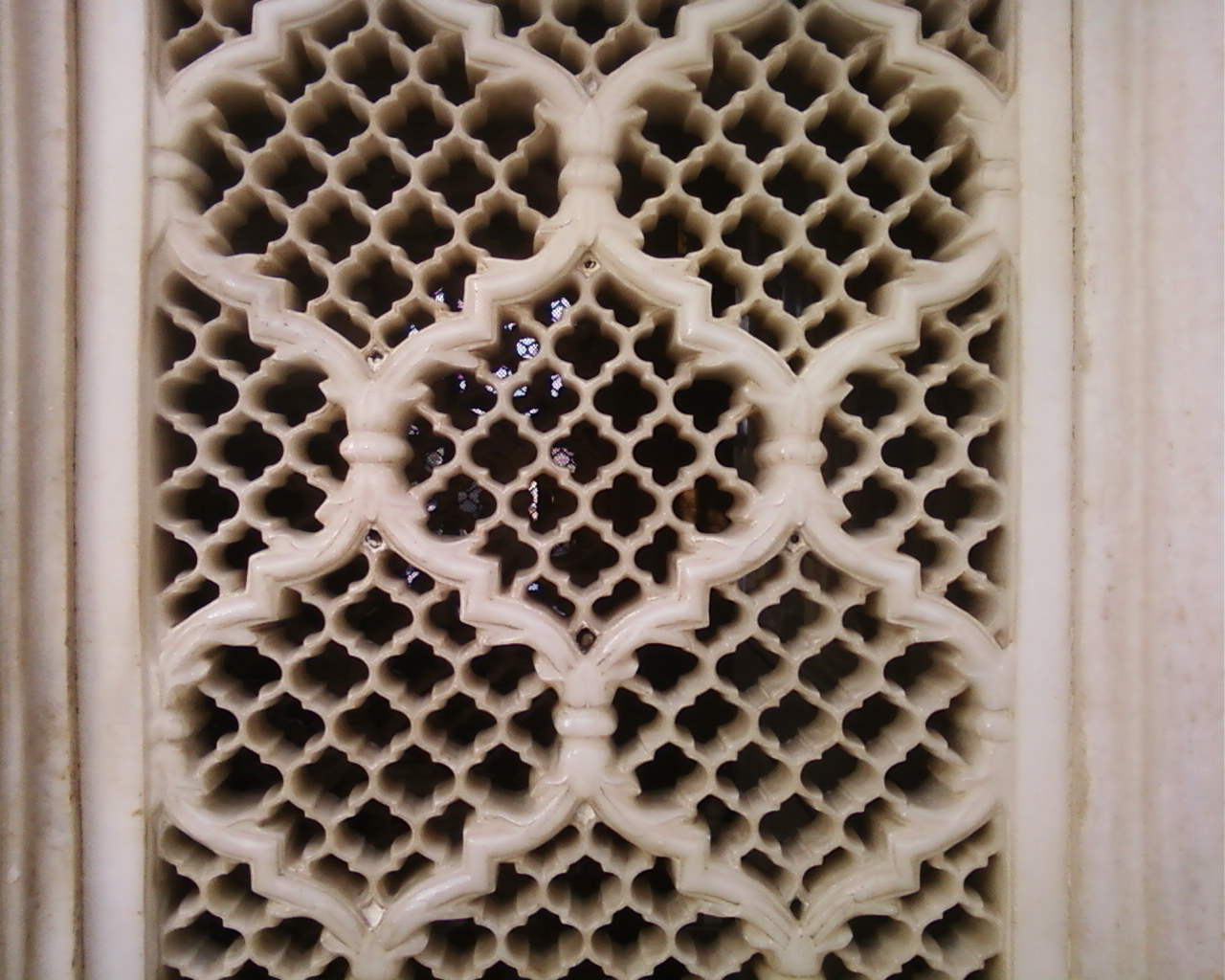
Jali en Bibi Ka Maqbara, Aurangabad con motivos indios típicos
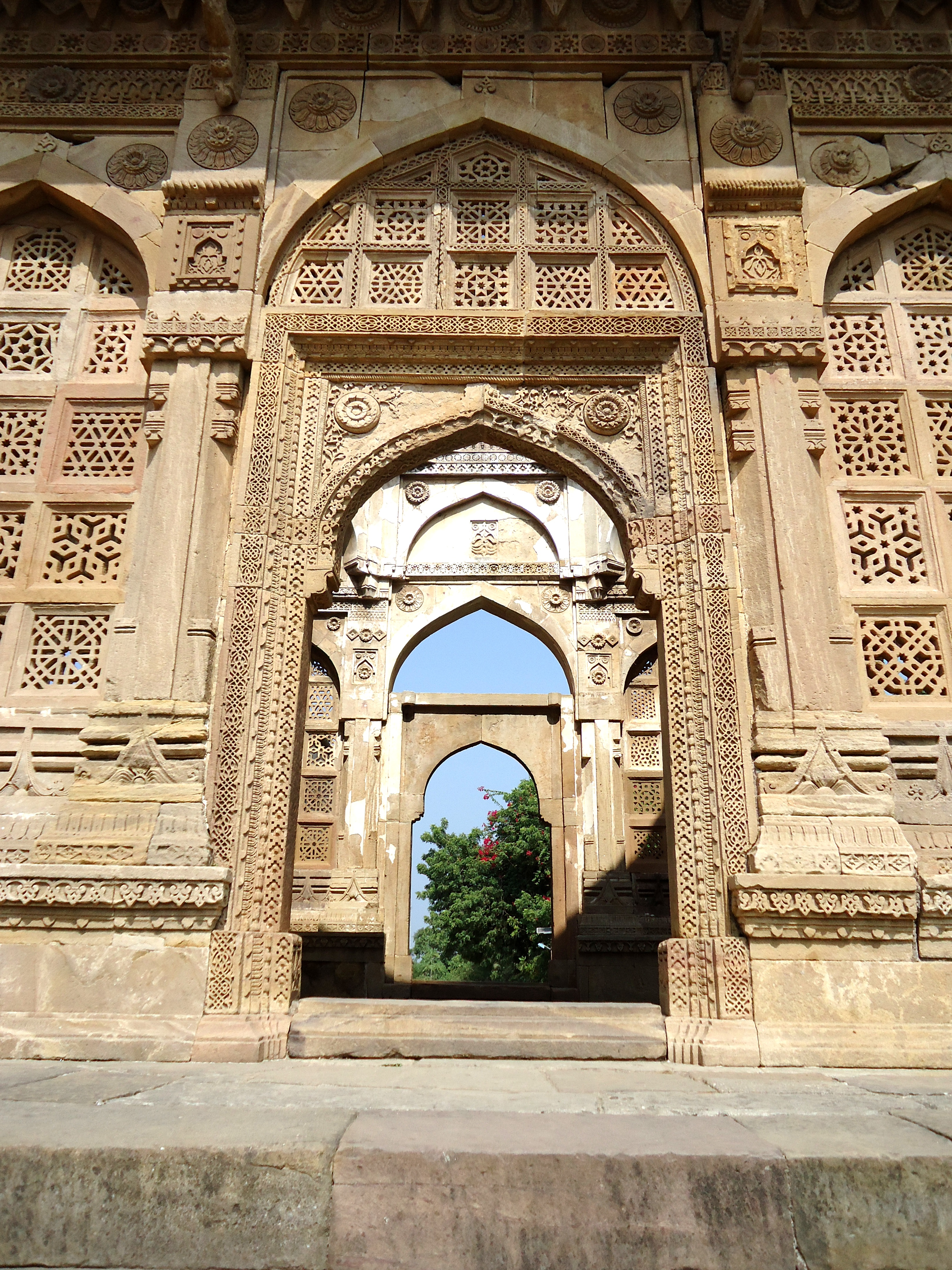
Jali en Champaner utiliza los patrones tradicionales geométricos y la geometría islámica
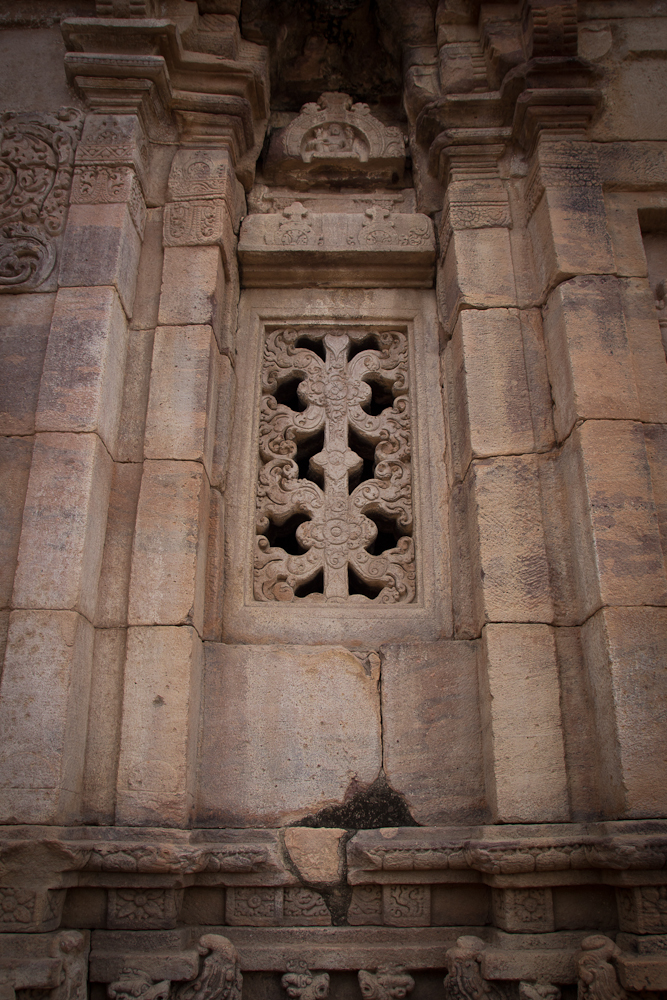
Ventana en Pattadakal
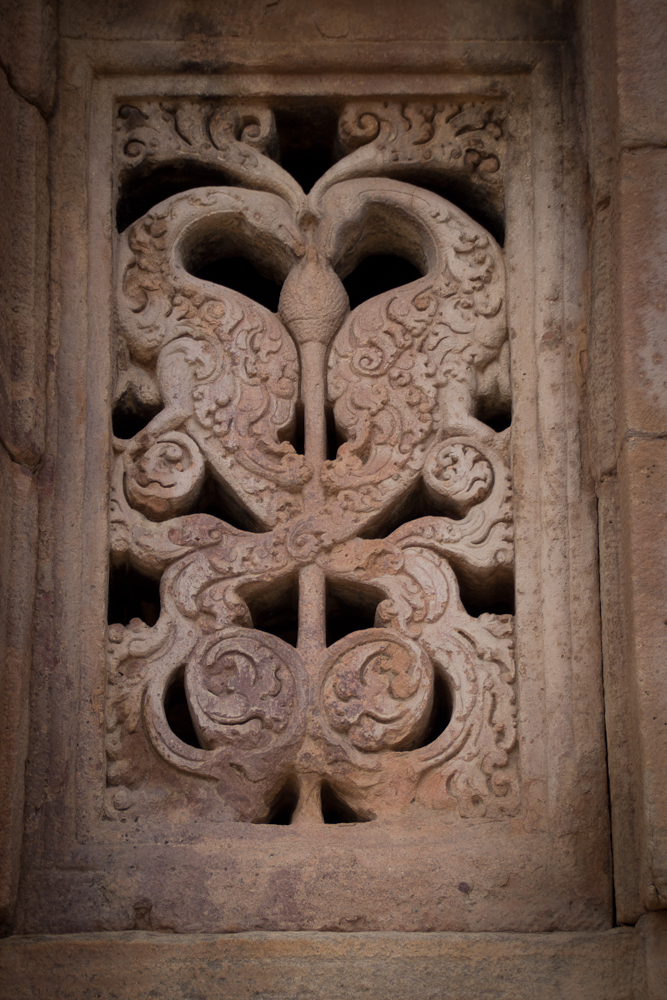
Otra ventana en Pattadakal
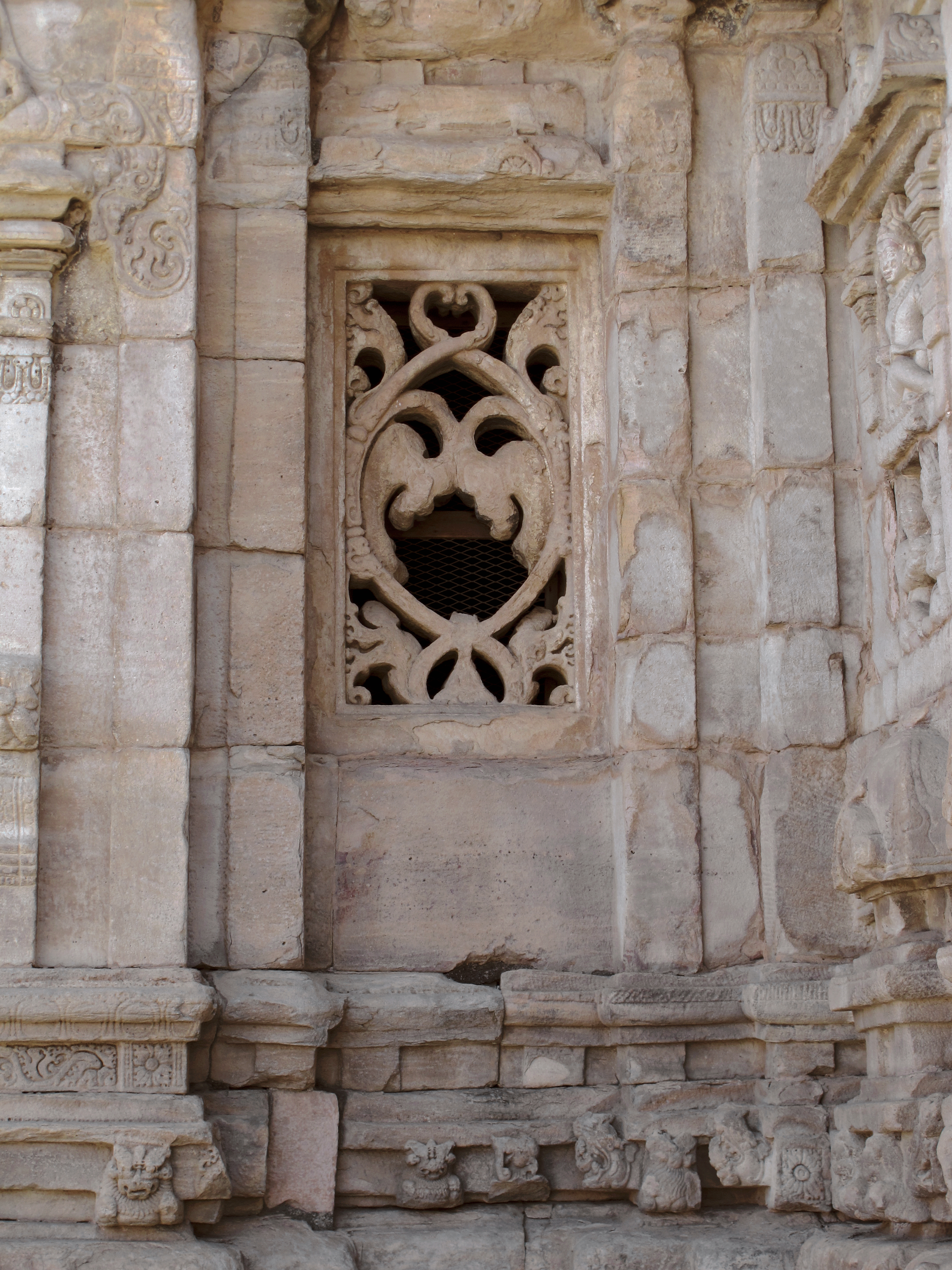
Ventana de templo Pattadakal Virupaksa
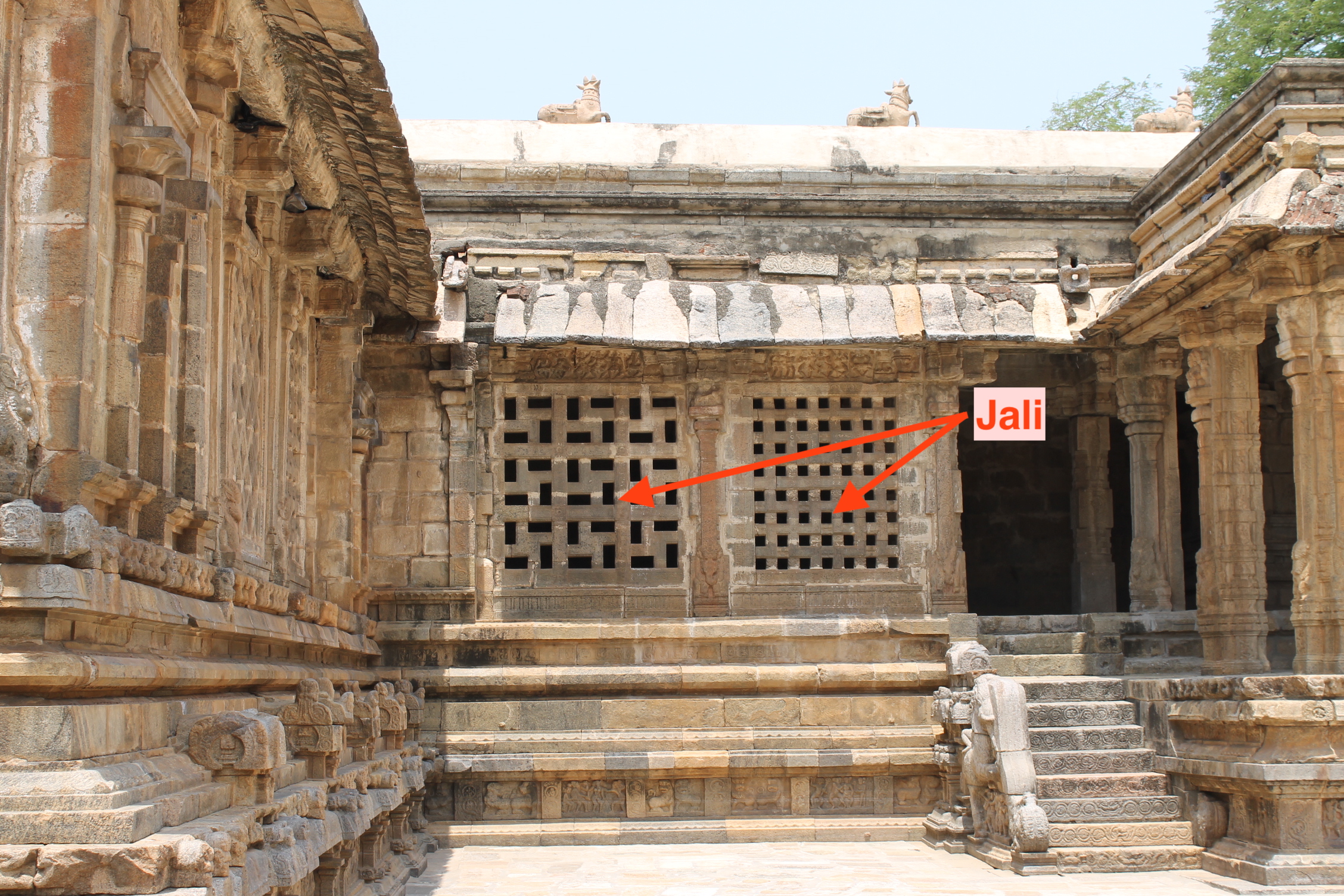
Templo Chola

Ejemplos de interiores tras los jali
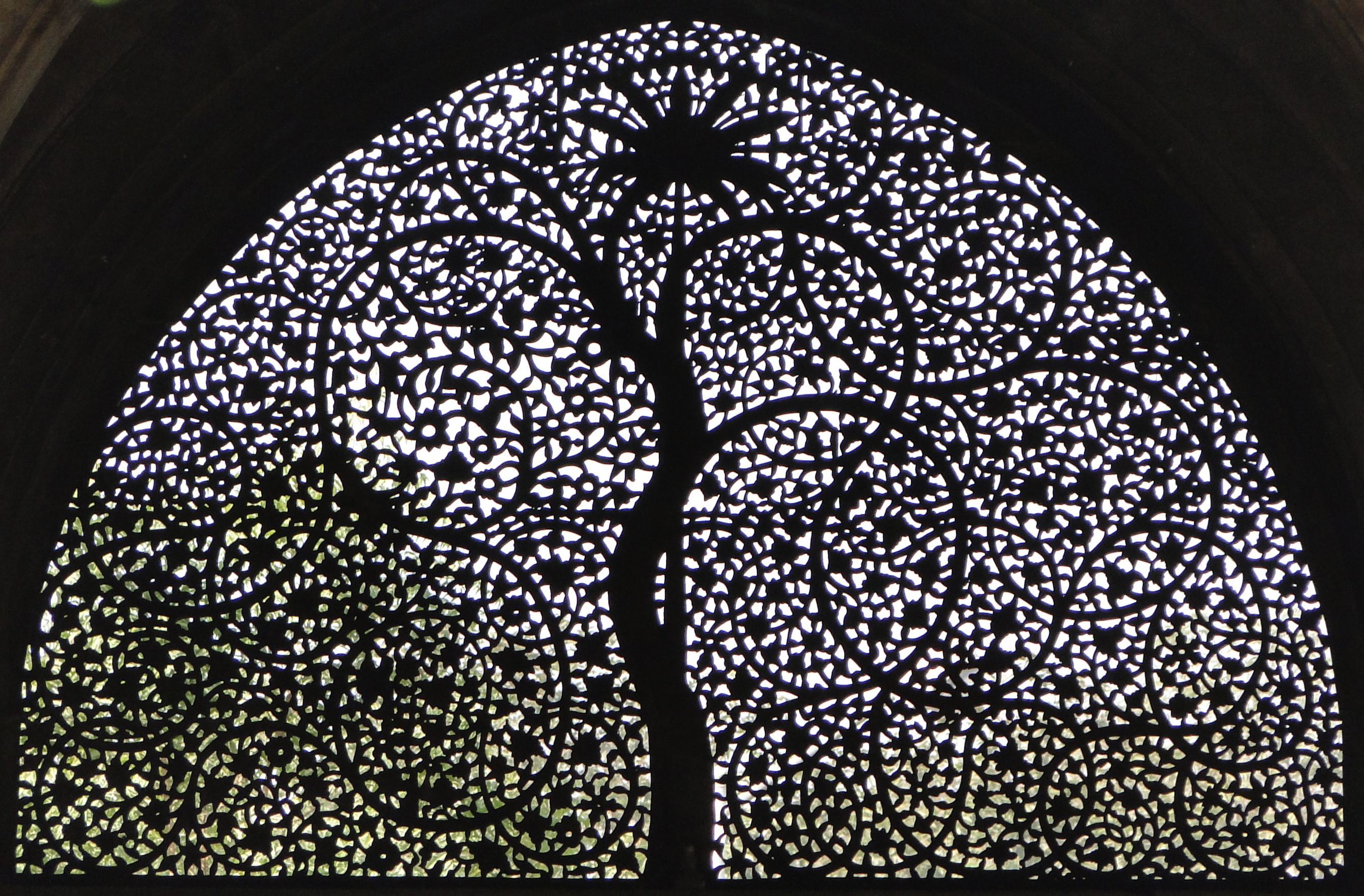
Interior de la mezquita Siddi Saiyyed
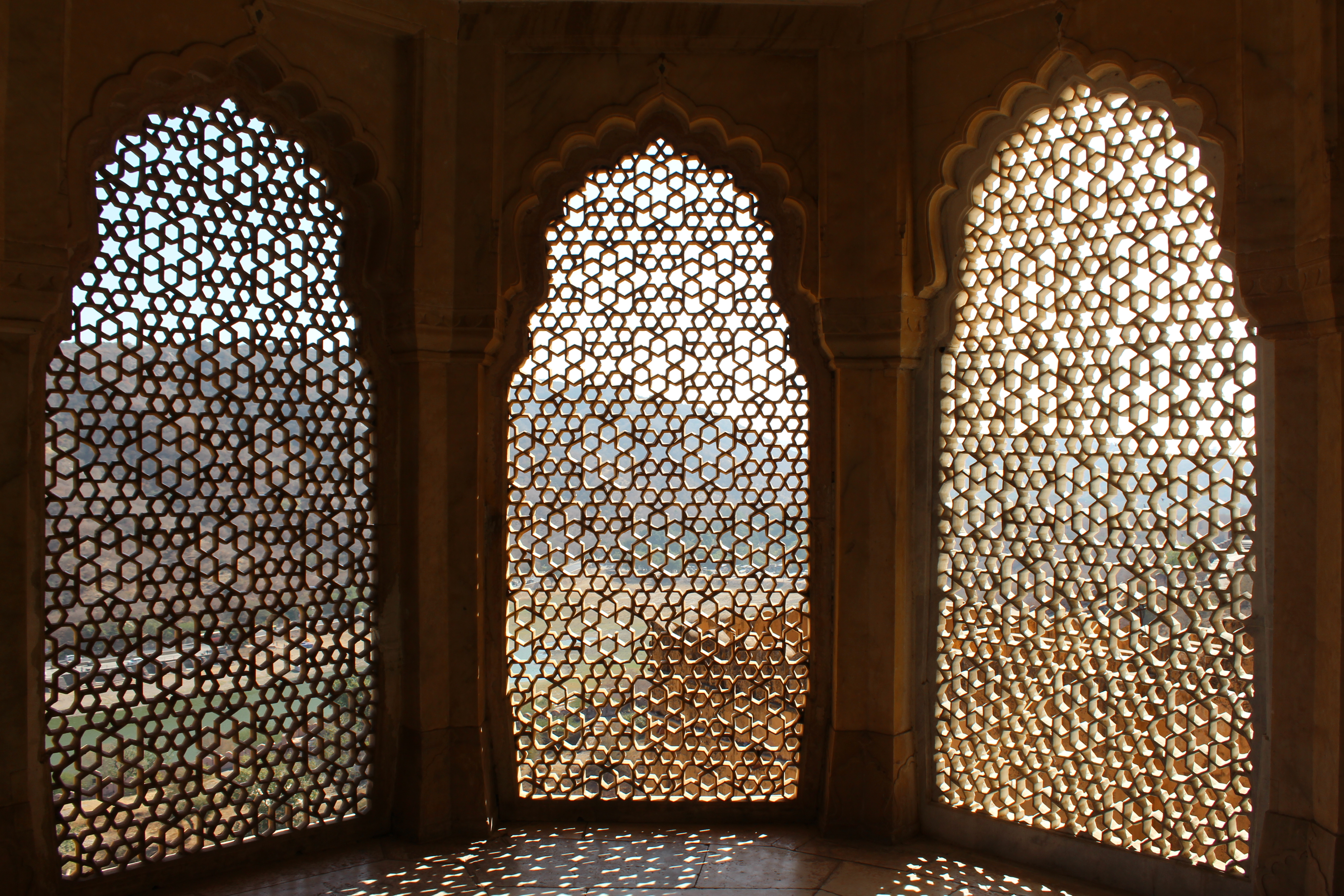
Interior del fuerte de Jaipur (fuerte Amber)
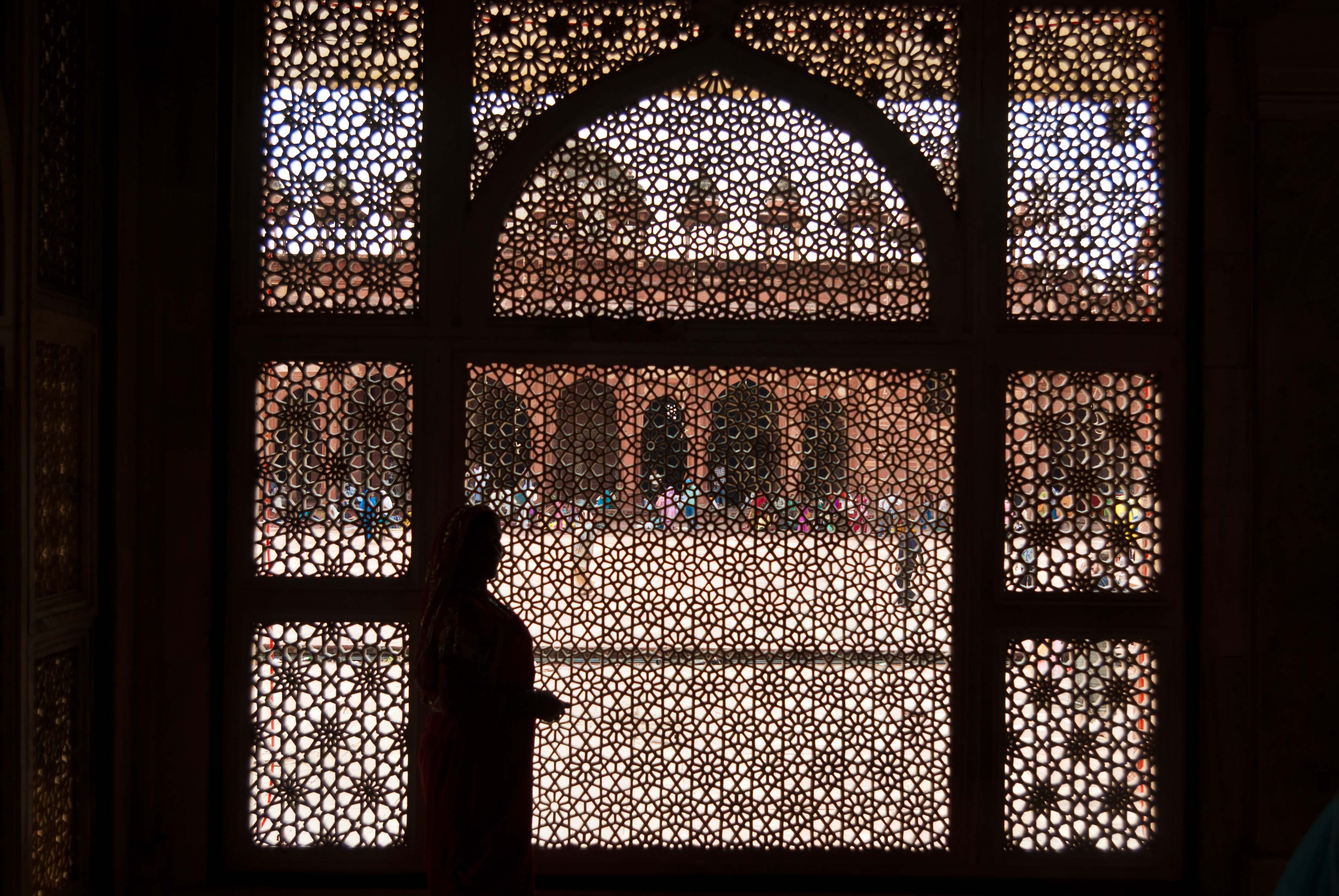
Tumba de Salim Chishti (en Fatehpur Sikri), que muestra los patrones geométricos islámicos desarrollados en el Asia occidental
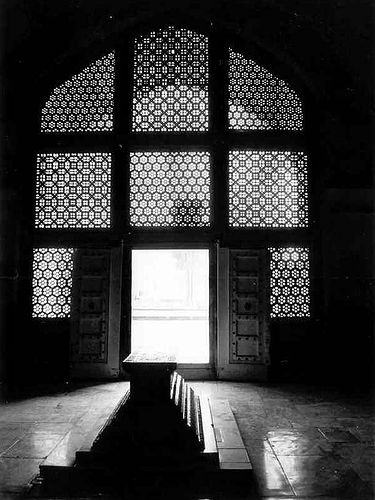
Puerta con jaali en la tumba de Akbar cerca de Agra